# Zisterzienserinnenabtei L’Éclache
Die Zisterzienserinnenabtei L’Éclache (auch: L’Esclache) war von 1159 bis 1790 ein französisches Kloster der Zisterzienserinnen. Es befand sich zuerst in Prondines, später dann (ab 1647) in Clermont-Ferrand im Département Puy-de-Dôme.

## Geschichte
Der Weilername L’Éclache (20 km nördlich La Bourboule auf dem Gebiet der heutigen Gemeinde Prondines, Kanton Saint-Ours) und eine dort befindliche restaurierte Kapelle aus dem 17. Jahrhundert erinnern an das Zisterzienserinnenkloster L’Éclache (lateinisch: Esclachia, Escleasia, Esclacia oder Escalaria, vgl. lateinisch scala, französisch: échelle und escalier „Leiter“, „Himmelsleiter“), das 1159 (in der Filiation der Abtei Tart) von unbekannter Hand gestiftet wurde. Historisch ist es vor allem bekannt durch seine Gründung Bussières, die einen Streit mit Kloster Noirlac auslöste. In den Jahren 1637, 1647 oder 1664 wechselte der Konvent zu seiner größeren Sicherheit in die Stadt Clermont (in die frühere Rue de l’Esclache, heute: Rue Bardoux). Im Jahr 1790 kam es zur Auflösung des Klosters durch die Französische Revolution.

## Bauten
Von den beiden Niederlassungen des Klosters blieben nur wenige Reste erhalten.